# Bystrzyca (rivière)
Pour les articles homonymes, voir Bystrzyca.
La Bystrzyca (en allemand Weistritz ou Schweidnitzer Weistritz) est une rivière, tributaire gauche de l'Oder, qui coule en Silésie en Pologne.

## Géographie
Le cours de la rivière fait 95 km de sa source dans les Sudètes (village de Bartnica dans la montagne de Góry Sowie) jusqu'à sa jonction avec l'Oder. La Bystrzyca passe par les villes de Leśnica, Kąty Wrocławskie, Jedlina-Zdrój, Głuszyca et Świdnica.
Près de Lubachów, le lac de Bystrzyca est formé par un barrage sur la rivière.